# 黑吉斯多夫
黑吉斯多夫是德国萨克森-安哈尔特州的一个市镇。总面积9.54平方公里，总人口1698人，其中男性838人，女性860人（2011年12月31日），人口密度178人/平方公里。